# Aradiné Szenczi Mária
Aradiné Szenczi Mária (Budapest, 1931. január 11. – Budapest, 1999. június 5.) magyar fényképész.

## Életpályája
1949-ben érettségizett. 1949-ben a Magyar Filmgyártó Nemzeti Vállalat Kép- és Riportosztályán lett gyakornok. 1950–1958 között a Magyar Fotó Állami Vállalat majd a Fővárosi Fotó Vállalatnál dolgozott. 1951–1952 között elvégezte a Képző- és Iparművészeti Gimnázium esti fotótanfolyamát. 1956-ban a Magyar Fotóművészek Szövetségének alapító tagja volt. 1958–1995 között a Szépművészeti Múzeum fotósa volt.

### Munkássága
Kezdetben riport- és portréfotókat készített. Elsősorban a festészeti, grafikai, szobrászati és régészeti gyűjtemények emlékeit fotózta le. Képei, reprodukciói megtalálhatóak a Szépművészeti Múzeum anyagát bemutató könyvekben, kiállítási katalógusokban és más művészettörténeti munkákban. Fia, Aradi Péter újságíró több mint 400 fotóját adományozta oda a Fortepan számára.

## Családja
Édesapja, Szenczi (Szipszer) Sándor műpártoló, a Szociáldemokrata Párt gazdasági vezetője, könyvszakértő, bankigazgató helyettes volt, akit 1950. július 7-ről 8-ra virradó éjszaka letartóztattak államellenes szervezkedés vádjával, s a Száva István-féle koncepciós perben 15 évre ítélték. 1955 augusztusában kegyelmi határozattal szabadlábra helyezték, majd 1956 augusztusában a Legfelsőbb Bíróság minden vádpont alól felmentve rehabilitálta. Első férje 1953 februárjától a nála 24 évvel idősebb Ráth László (1907–1979) fotográfus-iparművész volt, akitől pár év múlva elvált. Második férjéhez, dr. Aradi Frigyes gazdasági bíróhoz 1961-ben ment nőül. Fiuk, Aradi Péter (1962–) újságíró.

## Művei

### Fotók, reprodukciók
- A Szépművészeti Múzeum (szerkesztette: Czobor Ágnes; Budapest, 1971; 1981; 1989)
- Gerszi Teréz: Paulus van Vianen rajzművészete (Budapest, 1982)
- Szépművészeti Múzeum (szerkesztette: Garas Klára; Budapest, 1985)
- Gellér Katalin-Keserü Katalin: A gödöllői művésztelep (Budapest, 1987)
- Szilágyi János György: Legbölcsebb az idő (Budapest, 1987)
- Bialostocki, Jan: Bruegel: Keresztelő Szent János prédikációja (Budapest, 1988)
- Wessetzky Vilmos: Isis és Osiris Pannóniában (Budapest, 1989)
- Gellér Katalin: Zichy Mihály (Budapest, 1990)
- Barokk művészet Közép-Európában (Budapest, 1993)

## Díjai
- A MADOME 60 éves fennállása alkalmából rendezett Országos Művészfotó Kiállítás aranyplakettje és díja (1959; Piros szoknyás lány)